# 영전항
영전항은 전라남도 해남군 묵평면 영전리에 있는 어항이다. 1973년 12월 13일 지방어항으로 지정하여 관리하고 있다. 시설관리자는 해남군수이다.

## 어항 시설
- 방파제 243m, 선착장 265m, 물양장 150m

## 주요 어종
- 장어, 문어, 꼬막, 돔